# Deutschhaus Mainz

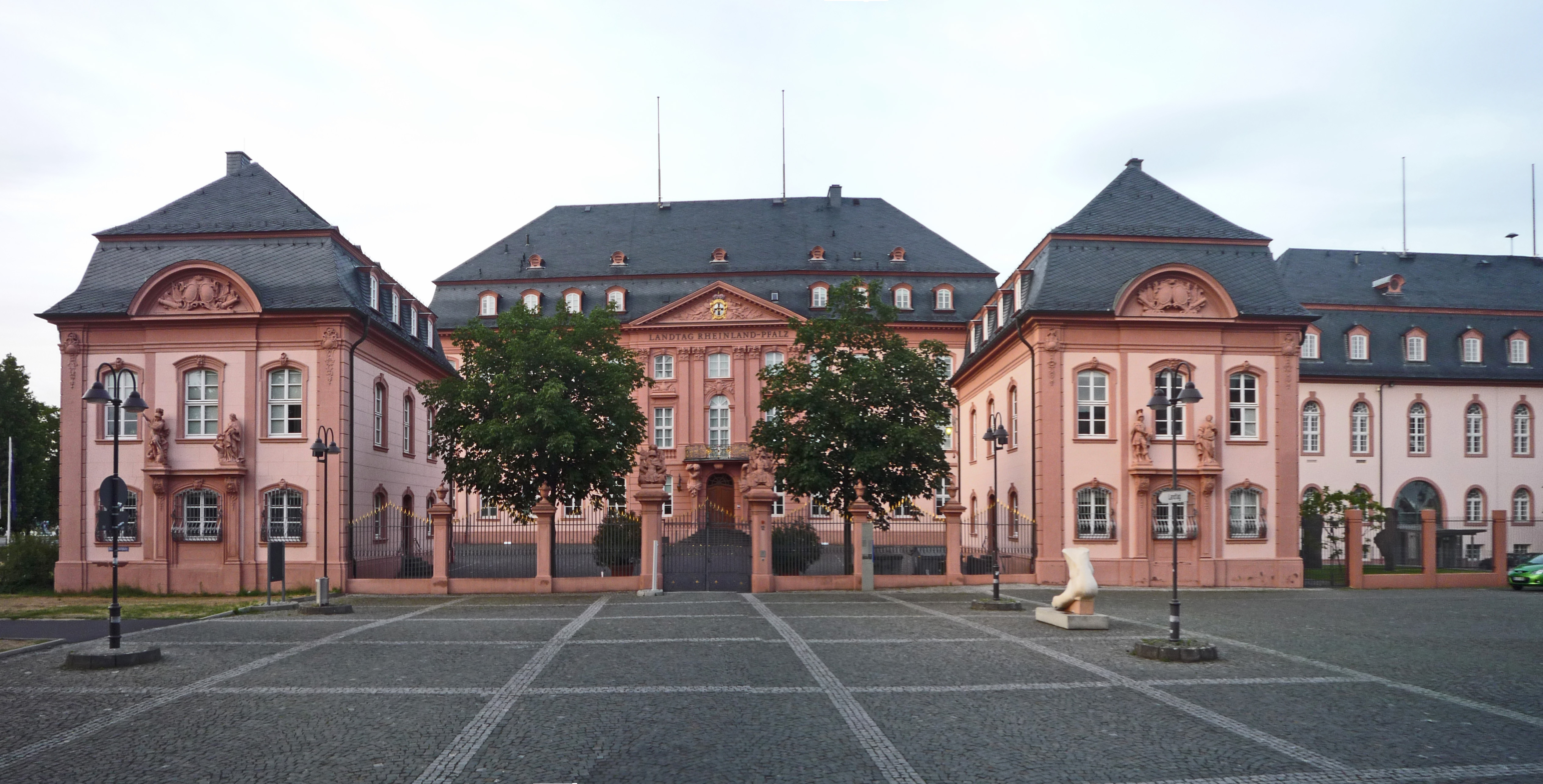
Deutschhaus – Landtag Rheinland-Pfalz am „Platz der Mainzer Republik“ (bis 2013: Deutschhausplatz)

Das Deutschhaus oder auch Deutschordenshaus ist der heutige Sitz des Landtags von Rheinland-Pfalz in der Landeshauptstadt Mainz.

## Geschichte

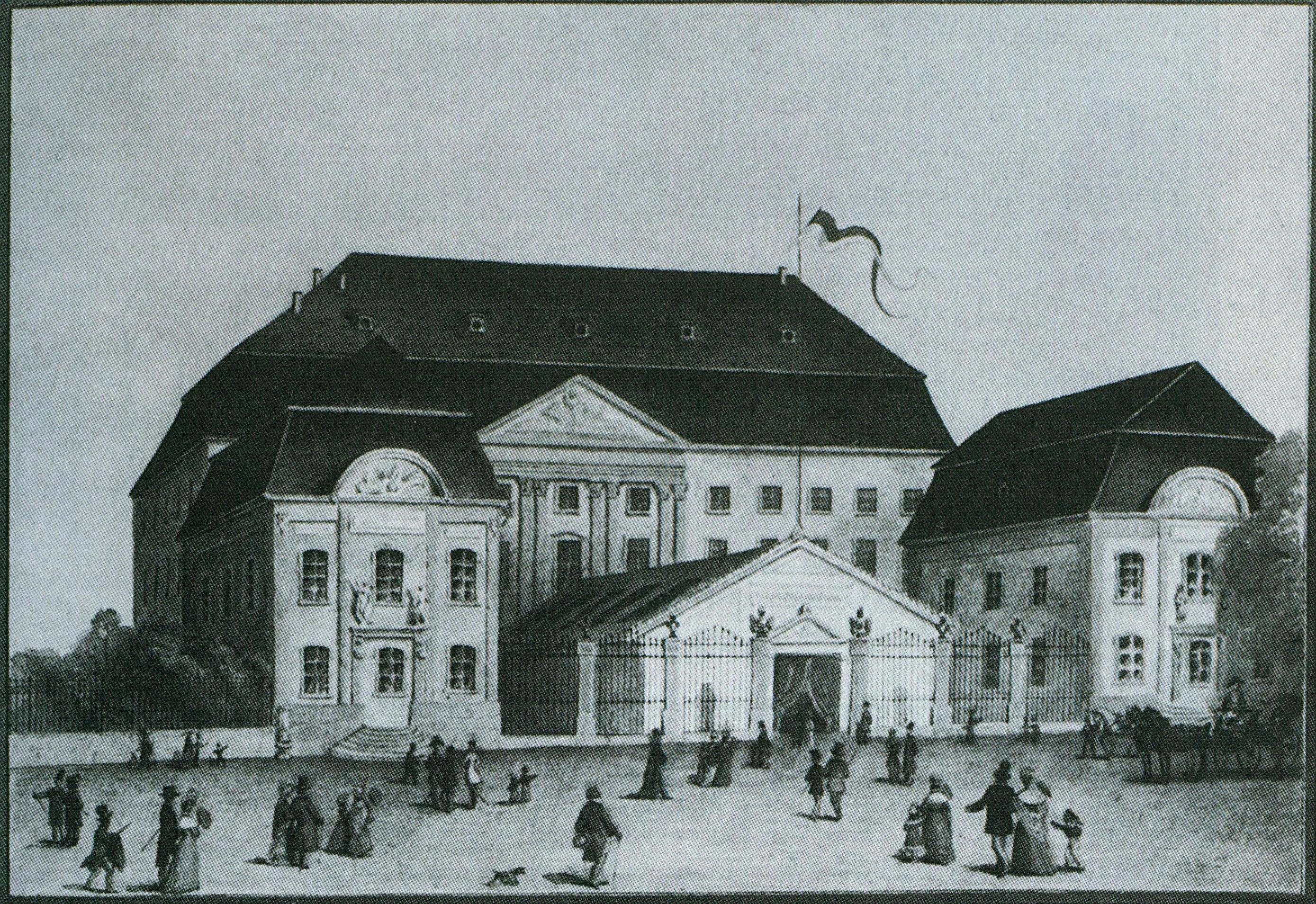
Das Deutschhaus während der Ersten Deutschen Industrieausstellung 1842. Zeichnung von Joseph Laské.

### Bau und Grundsteinlegung
Der Grundstein für das barocke Palais an der Rheinseite der Stadt wurde 1730 von Franz Ludwig von Pfalz-Neuburg gelegt. Dieser war seit dem 30. Januar 1729 Erzbischof von Mainz. Gleichzeitig hatte er neben etlichen anderen auch das Amt des Hochmeisters des Deutschen Ordens inne. Als solcher beanspruchte er neben seiner eigentlichen Residenz als Erzbischof, dem in unmittelbarer Nähe liegenden Kurfürstlichen Schloss, noch einen weiteren Residenzbau für das Amt des Hochmeisters.
Der Bau wurde von Anselm Franz von Ritter zu Groenesteyn unter Einfluss des französischen Barock bis 1737 fertiggestellt. Namhafte Künstler wie der Augsburger Freskomaler Christoph Thomas Scheffler, die Würzburger Stuckatoren-Familie Castelli und der Mainzer Hofbildhauer Burkard Zamels gestalteten das Ordensritterpalais zu einem der prächtigsten Profangebäude im Kurmainzer Raum. Erzbischof Franz Ludwig von Pfalz-Neuburg war bei der Vollendung allerdings bereits fünf Jahre tot, so dass hier niemals ein Hochmeister des Ordens residiert hat.

### Nach dem Bau

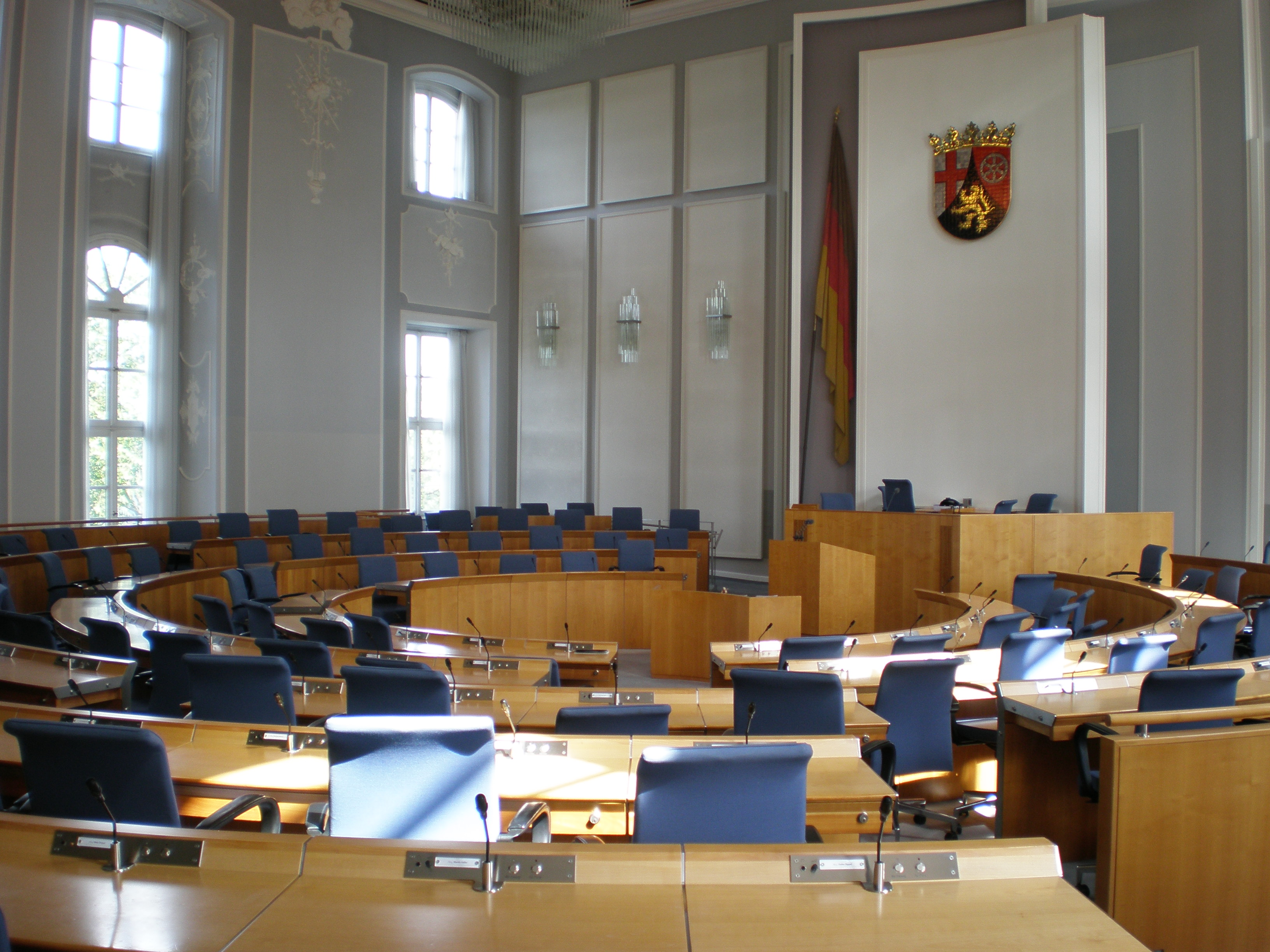
Plenarsaal des Landtags Rheinland-Pfalz (2009)

Während der kurzlebigen Mainzer Republik, welche als erste Demokratie auf deutschem Boden gelten kann, wurde das Gebäude als Sitz des Rheinisch-Deutschen Nationalkonvents genutzt. Dieser Konvent fungierte 1793 als Parlament für die von Frankreich besetzten linksrheinischen Gebiete, bis sie im gleichen Jahr durch alliierte deutsche Truppen wieder erobert wurden.
Später hatte Napoleon von 1798 bis 1814 hier seine Residenz, als die Stadt zum französischen Kaiserreich gehörte. Nach der Neuordnung des Wiener Kongresses, als die Stadt zum Großherzogtum Hessen kam, diente das Deutschhaus als Nebenresidenz des hessischen Großherzogs.

### Weltkriege
Nach dem verlorenen Ersten Weltkrieg und der folgenden Alliierten Rheinlandbesetzung wurde Jean-Marie Degoutte im Oktober 1919 zum Oberbefehlshaber der Armée française du Rhin und gleichzeitig zum Mitglied im Conseil supérieur de guerre ernannt. Er und sein Nachfolger Adolphe Guillaumat residierten bis zum Abzug der Franzosen am 30. Juni 1930 im Deutschhaus.
1945 wurde der Bau bei Bombenangriffen auf Mainz stark zerstört, nur noch die Fassaden standen. 

### Benutzung als Landtag
Schon 1950/51 wurde das Gebäude als einer der ersten der zahlreichen Repräsentationsbauten der kurfürstlichen Residenzstadt wieder aufgebaut. Dabei rekonstruierte man die Außenwände, während das Innere zweckmäßig angepasst wurde. Seitdem dient das Palais als Plenargebäude des Landtags Rheinland-Pfalz.
Anlässlich des 220. Jubiläums der Mainzer Republik wurde der Platz vor dem Deutschhaus 2013 in Platz der Mainzer Republik umbenannt.
Ab Ende Oktober/Anfang November 2015 wurde das Gebäude saniert. Die Landtagsverwaltung war im Gebäude der ehemaligen Justizvollzugsanstalt Mainz untergebracht. Die Sitzungen fanden unter anderem im Ratssaal des Mainzer Rathauses und der benachbarten Rheingoldhalle sowie in der Steinhalle des Landesmuseum Mainz statt.
Am 8. September 2021 wurde mit einem Festakt die Rückkehr des Landtags in das sanierte Gebäude gefeiert. Die Baukosten beliefen sich auf 73 Millionen Euro.

## Sonstiges
- Im Plenarsaal des Landtags Rheinland-Pfalz hängt ein erhaltenes Original der beim Hambacher Fest 1832 öffentlich mitgeführten schwarz-rot-goldenen Fahnen.[7]
- An das Deutschhaus schließt sich direkt nach Südosten das Neue Zeughaus an, das die rheinland-pfälzische Staatskanzlei beherbergt.
- Auf dem Platz der Mainzer Republik vor dem Palais befindet sich eine Nachbildung der 1904 gefundenen Mainzer Jupitersäule, deren Original sich im Landesmuseum Mainz befindet.